# أبيل غونزاليس
أبيل غونزاليس (بالإنجليزية: Abel Gonzales)‏ هو طباخ أمريكي، ولد في 1969 في دالاس في الولايات المتحدة.